# Брок, Пётр Фёдорович
Пётр Фёдорович Брок (нем. Peter Felix Brock; 1805—1875) — российский государственный деятель, министр финансов (1852—1858). Действительный тайный советник (1857); председатель Департамента государственной экономии Государственного совета; почётный член Петербургской академии наук (1856).

## Биография
Происходил из прусского дворянского рода, лютеранин по вероисповеданию. Родился в Москве 20 августа (1 сентября) 1805 года, в семье отставного штаб-ротмистра Фёдора Ивановича Брока, находившегося на российской службе с 1787 года.
После окончания Московского университета со степенью действительного студента в марте 1821 года начал службу по ведомству Министерства путей сообщения, — «по отдельной части построения мостов на московском шоссе». С 1 июня 1825 года он — в департаменте внешней торговли. С 25 мая 1827 года по 22 мая 1831 года П. Ф. Брок служил в Государственном заёмном банке столоначальником и письмоводителем; затем, поступив в канцелярию Комитета Министров помощником начальника отделения, он был откомандирован в 1832 году к князю Долгорукову, для сопровождения великих княжон за границу в Доберан.
С 1 января 1844 года — действительный статский советник; с 14 ноября того же года — помощник управляющего делами Комитета министров Ханыкова, во время болезни и отсутствия которого неоднократно исправлял его должность. На этой должности был награждён орденом Св. Владимира 3-й степени (09.01.1846) и орденом Св. Станислава 1-й степени (13.01.1848).
С 1 мая 1849 года — исполняющий должность товарища министра финансов; за усердную 18-летнюю службу по Комитету министров ему был пожалован орден Св. Анны 1-й степени. С 21 мая 1850 года он стал председательствовать в учреждённых при министерстве финансов советах — коммерческом и мануфактурном; 8 апреля 1851 года получил орден Св. Владимира 2-й степени.
В 1852 году, с 9 апреля 1852 года — статс-секретарь Его Императорского Величества; с 27 мая — тайный советник, с утверждением в должности товарища министра финансов и назначением присутствовать в Сенате. В том же году, 6 декабря, П. Ф. Брок был награждён орденом Белого орла.

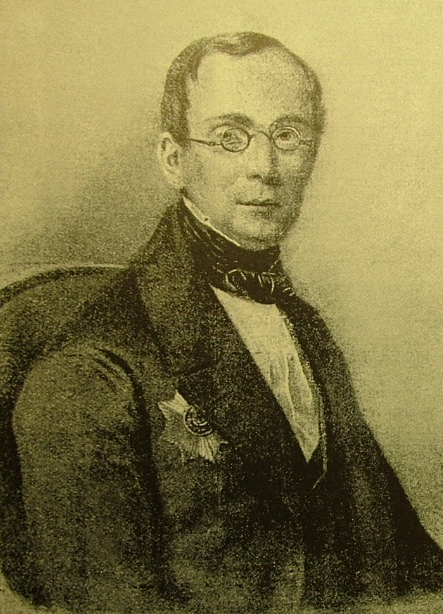
П. Ф. Брок. 1850-е гг.

В связи с тяжкой болезнью министра финансов графа Ф. П. Вронченко Брок временно управлял министерством, а 19 апреля 1853 года был назначен министром финансов с сохранением звания статс-секретаря.
В первые годы своего управления министерством финансов Брок был всецело поглощен изысканием средств для покрытия чрезвычайных расходов, вызванных Крымской войной. За время 1852—1857 годов образовался бюджетный дефицит в 773 миллионов рублей, который Брок пытался покрыть двумя внешними займами (по 50 млн. руб.), эмиссией кредитных билетов на сумму свыше 420 млн. рублей и кредитами в казённых банках на сумму свыше 200 млн. рублей, что привело к расстройству денежного обращения. По окончании войны он осуществил ряд мер, направленных к упорядочению государственных финансов. В результате принятого в 1856 году  по инициативе П. Ф. Брока закона о понижении процента по вкладам с 4% до 3%  произошло массовое перемещение капиталов в частнопредпринимательскую сферу, главным образом в ценные бумаги акционерных компаний, возникновению которых Брок активно содействовал. В 1857 году был пересмотрен таможенный тариф с уменьшением пошлин на ввоз. С утверждением в 1857 году Положения о первой сети железных дорог Главному обществу железных дорог была предоставлена гарантия 5 % ежегодного чистого дохода. Всё это вызвало оживление в промышленности. Его деятельность была отмечена: 1 января 1856 года он был пожалован орденом Св. Александра Невского.
Согласно прошению, 23 марта 1858 года он был уволен от должности министра финансов, с оставлением в звании статс-секретаря и назначен членом Государственного совета (с 23.05.1858), причём был удостоен милостивого Высочайшего рескрипта. В течение двух лет он занимал пост председателя Департамента государственной экономии Государственного совета.
1 января 1870 года П. Ф. Брок был пожалован орденом Св. Владимира 1-й степени, а 28 марта 1871 года, когда исполнилось 50-летие его службы, удостоен Высочайшего рескрипта.
Умер после тяжёлой болезни, 30 января (11 февраля) 1875 года. Был похоронен на Новодевичьем кладбище; могила утрачена.
Состоял с 1854 года членом Русского географического общества. Был крупным землевладельцем, владел имениями общей площадью 9,3 тысяч га.

## Семья
С 1826 года был женат на Анне Карловне, урождённой Занден (1800—1846). Их дети:
- Анастасия (1833—1874)
- Екатерина (1834—1905), фрейлина
- Александра (1836 — до 1858)
- Николай (1839—1919), начальник Варшавского жандармского округа (1884—1897)
- Елизавета (1840—?)

В 1851 году женился вторично, — на Анне Христиановне Бек (1815—1891).